# Svjetska trgovinska organizacija
Svjetska trgovinska organizacija (kratica WTO od engl. World Trade Organization; franc. Organisation mondiale du commerce; Organización Mundial del Comercio) je međunarodna organizacija koja predstavlja institucionalni i pravni okvir multilateralnog trgovinskog sustava u područjima carina i trgovine robama, uslugama i intelektualnom vlasništvu. Osnovana je i službeno je otpočela s radom 1. siječnja 1995. godine.
Sjedište Organizacije je u Ženevi (Švicarska), a ukupno broji 161 državu članicu.
Republika Hrvatska je članica WTO od 30. studenog 2000. godine.

## Razvoj
Jedna od ideja Konferencije u Bretton Woodsu bio je pokušaj stvaranja Međunarodne trgovinske organizacije (ITO – International Trade Organization) kao specijalizirane agencije UN, putem koje bi stvorila pravila i načela međunarodne trgovine. Predstavnici država na UN-ovoj Konferenciji u Havani o trgovini i zapošljavanju 1948. godine složili su se oko Povelje ITO, ali njezinu ratifikaciju zaustavio je Kongres SAD-a, što je dovelo do propasti ITO kao institucije. Inicijalni nacrt Povelje ITO bio je ambiciozan, nadilazio je pravila svjetske trgovinske discipline budući je predviđao pravila u područjima zapošljavanja, međunarodnih investicija, usluga, restriktivne poslovne prakse.
Neuspjeh ITO rezultirao je pristupanjem 23 (od inicijalno 50 čija je namjera bila utemeljenje ITO) države Općem sporazumu o carinama i trgovini (GATT) u Ženevi. GATT-om je pokrenuta postupna trgovinska liberalizaciju i uklanjanje protekcionističkih mjera u trgovini robom koje su predstavljale ostavštinu iz 30-ih godina 20. stoljeća. Sve do 1994. godine, tijekom 47 godina i kroz četiri runde pregovora (Dillon runda (1960. – 1961.), Kennedy runda (1964. – 1967.), Tokyo runda (1973. – 1979.) i Urugvajska runda (1986. – 1994.)), GATT-om je stvaran multilateralni trgovinski sustav, koji je 1995. godine prerastao u Svjetsku trgovinsku organizaciju.
Formalno utemeljenje WTO proizlazi iz Urugvajske runde koja je uspješno okončana Ministarskom konferencijom u Marakešu (Maroko) 1994. godine. Deklaracijom iz Marakeša od 15. travnja 1994. godine utemeljena je WTO kao međunarodna organizacija koja je u svoju strukturu ugradila dotadašnji Opći sporazum o carinama i trgovini, ali je svoju nadležnost proširila na dva druga nova područja – trgovinu uslugama (GATS) i intelektualno vlasništvo (TRIPS).

## Kronologija
- 1986. – 1994.  – Urugvajska runda pregovora o GATT u rezultirala je Marakeškim sporazumom o osnivanju Svjetske trgovinske organizacije.
- 1. siječnja 1995. – formalno uspostavljena WTO
- 1. ožujka 1995. – Renato Ruggiero postao je prvi generalni direktor, te započeo svoj četverogodišnji mandat.
- 9. prosinca –  13. prosinca 1996. – prva ministarska konferencija u Singapuru. Singapurska ministarska deklaracija potvrđuje opredjeljenje članica za daljnjom liberalizacijom trgovine uslugama, s posebnim naglaskom na potrebe okončanja pregovora o trgovini telekomunikacijskim, financijskim i uslugama u pomorskom transportu. Deklaracijom je izražena podrška za ugrađivanjem područja investicija i konkurencije u okvire WTO.
- 18. svibnja –  20. svibnja 1998. – druga ministarska konferencija u Ženenevi.
- 1. rujna 1999. – Mike Moore postao generalni direktor.
- 30. studenog – 3. prosinca 1999. –  treća ministarska konferencija u Seattleu (SAD).  Konferenciju je popratila atmosfera demonstracija raznih interesnih skupina, što je rezultiralo stvaranjem antiglobalizacijskog pokreta na svjetskoj razini. Izostala je očekivana odluka o pokretanju nove runde pregovora i po prvi put nije donesena ministarska deklaracija.
- 9. studenog – 13. studenog 2001. – četvrtom ministarskom konferencijom u Dohi (država Katar) počinje dohanska runda. Objava deklaracije iz Dohe.
- 11. prosinca 2001. – Kina je postala članicom WTO nakon petnaestogodišnjeg pregovaranja za članstvo (najdulje u GATT-ovoj povijesti).
- January 1, 2002 – pridruženje Tajvana pod nazivom "Separate Customs Territory of Taiwan, Penghu, Kinmen and Matsu".
- 1. rujna 2002. – Supachai Panitchpakdi postao glavni direktor.
- 10. rujna – 14. rujna 2003. peta ministarska konferencija u Cancúnu (Meksiko)

Ministarskom konferencijom 2001. godine u Dohi (Katar) pokrenuta je nova runda multilateralnih trgovinskih pregovora (Doha runda), čime će nadležnost WTO biti dodatno proširena područjima ulaganja i zaštite okoliša (tzv. Singapurska područja).

## Cilj i načela WTO
Temeljni cilj WTO je postizanje održivog rasta i razvitka gospodarstava, opće dobrobiti, liberalnog trgovinskog okruženja, te doprinos postizanju bolje suradnje u vođenju svjetske ekonomske politike. Stoga, djelovanje WTO usredotočeno je na stvaranje: 
otvorenog i ravnopravnog sustava trgovinskih pravila, progresivne liberalizacije i eliminacije carinskih i necarinskih prepreka trgovini robama i uslugama, uklanjanje svih oblika protekcionističkih mjera i diskriminatornih tretmana u međunarodnim trgovinskim odnosima, integraciju nerazvijenih i zemalja u razvoju, te tranzicijskih zemalja u multilateralni sustav i postizanje maksimalno mogućeg stupnja transparentnosti trgovinskog multilateralnog sustava.
WTO sporazumi sadrže nekoliko osnovnih načela kojima je cilj stvaranje multilateralnog liberalnog trgovinskog sustava i obuhvaćaju:
- načelo nediskriminacije 
  - princip Najpovlaštenije-Nacije – NPN (Most-Favored-Nation / MFN) i
  - princip Nacionalnog Tretmana – NT (National Treatment / NT);
- načelo liberalizacije trgovine, poticanja konkurencije i dodatne pomoći nerazvijenim zemljama.

## Organizacijska struktura
- Ministarska konferencija najviše je tijelo koje odlučuje o pitanjima WTO
- Tijelo za rješavanje sporova (Dispute Settlement Body) zasjeda u obliku odnosno na razini Glavnog vijeća i sadrži dva pomoćna tijela: 
  - Skupina stručnjaka za rješavanje sporova (Dispute Settlement Panels of experts) i
  - Žalbeno tijelo (Appellate Body).
- Vijeća su tijela treće razine organizacijske strukture WTO, odgovorna su Glavnom vijeću, sastoje se od predstavnika svih članica, nadležna su za pitanja iz pripadajućih im sporazuma, sadrže pomoćna tijela, odbore i radne skupine, koja su tijela četvrte razine, također sastavljena od predstavnika svih članica. Postoje tri vijeća: 
  - Vijeće za trgovinu robama (Goods Council),
  - Vijeće za trgovinu uslugama (Services Council),
  - Vijeće za trgovinska pitanja vezana uz intelektualno vlasništvo (TRIPS Council).
- Odbori i radne skupine unutar Vijeća tijela su četvrte najniže razine organizacijske strukture WTO.
- Tajništvo WTO nalazi se u Ženevi. Sastoji se od ureda Glavnog direktora i četiri ureda zamjenika Glavnog direktora.